# Highmore
Highmore és una població dels Estats Units a l'estat de Dakota del Sud. Segons el cens del 2000 tenia 851 habitants.

## Demografia
Segons el cens del 2000, Highmore tenia 851 habitants, 378 habitatges, i 210 famílies. La densitat de població era de 172 habitants per km².
Dels 378 habitatges en un 26,2% hi vivien nens de menys de 18 anys, en un 45,8% hi vivien parelles casades, en un 6,3% dones solteres, i en un 44,2% no eren unitats familiars. En el 41,8% dels habitatges hi vivien persones soles el 25,1% de les quals corresponia a persones de 65 anys o més que vivien soles. El nombre mitjà de persones vivint en cada habitatge era de 2,15 i el nombre mitjà de persones que vivien en cada família era de 2,99.
Per edats la població es repartia de la següent manera: un 23,1% tenia menys de 18 anys, un 5,6% entre 18 i 24, un 22,1% entre 25 i 44, un 21,4% de 45 a 60 i un 27,7% 65 anys o més.
L'edat mediana era de 45 anys. Per cada 100 dones de 18 o més anys hi havia 79,7 homes.
La renda mediana per habitatge era de 29.135 $ i la renda mediana per família de 45.469 $. Els homes tenien una renda mediana de 30.227 $ mentre que les dones 20.000 $. La renda per capita de la població era de 17.309 $. Entorn del 3,3% de les famílies i el 8,2% de la població estaven per davall del llindar de pobresa.

## Poblacions més properes
El següent diagrama mostra les poblacions més properes.